# Kilmarnock VC
Kilmarnock Volleyball Club – szkocki klub siatkarski z South Queensferry. Założony został w 1973 roku. Obecnie występuje w najwyższej klasie rozgrywek klubowych w Szkocji.
W swojej dotychczasowej historii Kilmarnock Volleyball Club zdobył 13 ligowych mistrzostw Szkocji, a 14 razy triumfował w Pucharze Szkocji.

## Historia
Kilmarnock Volleyball Club założony został w 1973 roku. W tym samym roku brał udział w Motherwell Trophy, w którym zajęli 1. miejsce. W sezonie 1974/1975 zaproszony został do występów w Division Two. Sezon zakończyli awansem do Division One. W 1984 roku klub zdobył pierwszy Puchar Szkocji, a w 1986 roku mistrzostwo Szkocji. 
W sezonie 1995/1996 Kilmarnock Volleyball Club zadebiutował w europejskich pucharach. W listopadzie 1995 dwukrotnie pokonał luksemburski klub VC Pétange, awansując do 2. rundy Pucharu CEV. W 2. rundzie uległ kolejno portugalskiemu Castêlo da Maia GC, izraelskiemu Hapoel Kefar Sawa i albańskiemu Studenti Tirana.

## Rozgrywki krajowe
- Mistrzostwa ligowe (13): 1986, 1988, 1990, 1992, 1999, 2000, 2001, 2002, 2003, 2006, 2007, 2008, 2012
- Puchar Szkocji (14): 1984, 1986, 1988, 1989, 1990, 1999, 2000, 2001, 2002, 2003, 2004, 2005, 2007, 2013

| Sezon     | Rozgrywki    | Osiągnięcie |
| --------- | ------------ | ----------- |
| 2006/2007 | Division One | 1. miejsce  |
| 2007/2008 | Division One | 2. miejsce  |
| 2008/2009 | Division One | 2. miejsce  |
| 2009/2010 | Division One | 2. miejsce  |

## Rozgrywki międzynarodowe
| Sezon     | Rozgrywki  | Osiągnięcie |
| --------- | ---------- | ----------- |
| 1995/1996 | Puchar CEV | 2. runda    |